# عنصر معاكس
في الجبر التجريدي، العنصر المعاكس (بالإنجليزية: Inverse element)‏ هو تعميم لفكرة نظير الجمع في الجمع، ولفكرة مقلوب عدد في الضرب. بمعنى آخر أن العنصر النظير هو العنصر الذي يقوم بإجراء تراجع للعملية الرياضية.
يكون العنصر النظير للعنصر س بالنسبة لعملية معينة هو العنصر  سَ  والذي يعطي بتركيبه مع س - أي إجراء العملية بين العنصر ومعاكسه - العنصر المحايد لهذه العملية.

## عملية الضرب
العنصر النظير لعملية الضرب هو مقلوب العدد، بحيث يكون ناتج عملية ضرب العنصر في العنصر المعاكس هو العدد 1.

## عملية الجمع والطرح
العنصر النظير لعملية الجمع هو مضروب العدد في -1، بحيث يكون ناتج عملية جمع الطرفين هو العنصر المحايد لعملية الجمع وهو العدد صفر.
يقال عن عنصر ما أنه قابل للعكس إذا وفقط إذا كان له نظير ضمن مجموعة تعريف العملية.

## نظر أيضا
- وحدة (نظرية الحلقات)
- حلقة قسمة